# Уильямс, Мари Селика
Мари Селика Уильямс (англ. Marie Selika Williams; ок. 1849 — 1937) — американская певица (колоратурное сопрано). Стала первым чернокожим артистом, который выступил в Белом доме.

## Биография
Мэри Смит родилась около 1849 года в Натчезе, штат Миссисипи. Вскоре после того как она родилась, её семья переехала в Цинциннати, где брала уроки вокала у богатой семьи. В 1870-х годах перебралась в Сан-Франциско и училась у Сигноры Джи Бьянки. Затем она обучалась в Чикаго у Антонио Фарини, который преподавал итальянский метод вокала. Там она познакомилась со своим однокурсником Сампсоном Уильямсом, с которым позже вступила в брак.
В 1878 году Мари стала первым чернокожим исполнителем, выступившем в Белом доме. Она была представлена Фредериком Дугласом и выступила в Зелёной комнате для президента Ратерфорда Хейса и первой леди Люси Уэбб Хейз. В том же 1878 году она выступила в Академии музыки Филадельфии и в нью-йоркском концертном зале Steinway Hall в 1879 году. С 1882 по 1885 годы вместе со своим мужем дала ряд гастролей по странам Европы и в частности выступила перед королевой Викторией в концертном зале «Сент-Джеймс холл» в 1883 году.
Свой сценический псевдоним Уильямс, вероятно, взяла от персонажа оперы Джакомо Мейербера Африканка Селики. Из-за её характерного исполнения произведения Мальдера «Полька Стаккато» (англ. Polka Staccato) получила прозвище «королевы Стаккато».
С 1885 по 1891 годы вместе со своим мужем, взявшем себе псевдоним «Синьор Велоско», дала гастроли по Соёдинённым штатам. Тогда же они во второй раз выступили в Европе и в 1893 году дали представление на Всемирной Колумбовой выставке. Вскоре после этого они поселились в Кливленде, в штате Огайо. В 1896 году выступила в концертном зале «Карнеги-холл» вместе со своими коллегами Флорой Батсон и Сиссиреттой Джонс.
После смерти мужа в 1911 году, Уильямс давала частные уроки и преподавала в музыкальной школе «Martin-Smith Music School», в Нью-Йорке. Скончалась 19 мая 1937 года.